# 20066 Sagov
20066 Sagov este o planetă minoră (asteroid), cu un diametru de 8,18 km, din centura de asteroizi. A fost descoperită pe 8 octombrie 1993 la Observatorul Național Kitt Peak de Spacewatch. 
Obiectul prezintă o orbită caracterizată de o semiaxă mare de 3,2565719 UAi, o excentricitate de 0,01, o înclinație de 12,34275 ° în raport cu ecliptica.